# Halogena veza
Halogena veza (XB) je nekovalentna interakcija koja se javlja između atoma halogena (Luisove kiseline) i Luisove baze. Mada halogeni učestvuju u drugim tipovima vezivanja (npr. kovalentnom), halogeno vezivanje se specifično odnosi dejstvo halogena kao elektrofilne grupe.

## Vezivanje
Poređenje između vodoničnog i halogenog vezivanja:
Vodonično vezivanje: {\displaystyle \mathrm {D\cdots H{-}A} }
Halogeno vezivanje: {\displaystyle \mathrm {D\cdots X{-}A} }
U oba slučaja, D (donor) je atom, grupa, ili molekul koji je bogat elektronima i donira ih elektronski siromašnim grupama (H ili X). H je atom vodonika koji učestvuje u HB, i X je atom halogena koji učestvuje u XB. A (akceptor) je elektronski siromašna grupa koja odvlači elektronsku gustinu od H ili X. H-A i X-A, kad se oba atoma razmatraju zajedno, se nazivaju donorima vodonične/halogene veze, a D je HB/XB akceptor. Pošto su atomi halogena Luisove baze, oni mogu da doniraju i primaju halogenu vezu.
Paralelne relacije se mogu lako uočiti između halogenog i vodoničnog vezivanja (HB). Kod oba tipa vezivanja, postoji relacija između elektronskog donora i elektronskog akceptora. Razlika između njih je u grupama koje mogu da deluju kao elektronski donor/elektronski akceptor. Kod vodoničnog vezivanja, atom vodonika deluje kao elektronski akceptor i formira nekovalentnu interakciju putem prihvatanja elektronske gustine sa elektronski bogatog mesta (elektronskog donora). Kod halogennog vezivanja, atom halogena je elektronski akceptor. Simultano, normalna kovalentna veza između H ili X i A slabi, te dolazi do umanjenja elektronske gustine na H ili X. Transfer elektronske gustine dovodi do penetracije van der Valsovog obima.
Halogeni koji učestvuju u halogenom vezivanju su: jod (I), brom (Br), hlor (Cl), i ponekad fluor (F). Sva četiri halogena imaju sposobnost delovanja kao XB donori (što je potvrđeno teoretskim proračunima i ekperimentalnim merenjima). Oni slede opšti trend: , pri čemu jod formira najjače interakcije.
Dihalogeni (etc.) teže da formiraju jače halogene veze. Jačina i efektivnost hlora i fluora u XB formiranju zavisi od prirode XB donora. Ako je halogen vezan za elektronegativnu (elektron povlačeću) grupu, on je skloniji da formira jače halogene veze. Na primer, jodoperfluoroalkani su podesni za XB kristalno inženjerstvo. F2 može da deluje kao jak XB donor. Fluorougljenici su slabi XB donori, jer njihove za fluor vezane alkil grupe nisu elektronegativne. Luisove baze (XB akceptori) su obično elektronegativne, i anjoni su bolji XB akceptori od neutralnih molekula. 
Halogenske veze su jake, specifične i usmerene interakcije, koje dovode do formiranja dobro definisanih struktura. Jačine halogenih veza su u opsegu od 5–180 kJ/mol. Usled njihove jačine, XB veze mogu da se nadmeću sa vodoničnim vezama, koje su nešto malo slabije. Halogene veze imaju tendenciju da se formiraju pod uglom od 180°, što je pokazano u Od Haselovim istraživanjima na bromu i 1,4-dioksanu 1954. Još jedan faktor koji doprinosi jačini halogene veze je kratko rastojanje između halogena (Luisove kiseline, XB donora) i Luisove baze (XB akceptora). Atomi povezani halogenim vezama su na kraćem rastojanju od zbira njihovih van der Valsovih radijusa. XB interakcije se pojačavaju sa smanjenjem rastojanja između halogena i Luisove baze.